# 주산면 (보령시)
주산면(珠山面)은 대한민국 충청남도 보령시에 속한 면이다.

## 개요
주산면은 보령군 유일의 3.1 독립만세운동이 펼쳐졌던 곳으로 훌륭한 애국선열들의 얼이 깃든 고장이며, 36기의 고인돌과 2기의 선돌이 있어 선사시대부터 인류가 정착했던 곳임을 증명한다. 매년 4월이면 주산초등학교에서 보령댐까지 약 6.0Km의 거리에 벚꽃이 만발하여 그 아름다운 경관으로 유명하다.

## 법정리
- 금암리
- 동오리
- 삼곡리
- 신구리
- 야룡리
- 유곡리
- 주야리
- 증산리
- 창암리
- 화평리
- 황율리

## 학교
- 주산초등학교
- 수곡초등학교 (폐교) : 주산면 사작골길 13-13 (유곡리)
- 주산중학교
- 주산산업고등학교